# 엔리케 보르하
엔리케 다비드 보르하 가르시아(스페인어: Enrique David Borja García, 1945년 12월 30일 ~ )는 멕시코의 전 축구 선수이다. 그는 멕시코 축구 국가대표팀으로 65경기 31골을 기록했으며, 1966년 FIFA 월드컵에서 멕시코가 기록한 유일한 골인 프랑스전에서 1골을 기록했다. 자국에서 열린 1970년 FIFA 월드컵에도 출전했으나 주전으로 출전하지는 못 했다. 그는 선수 생활의 대부분을 클루브 아메리카에서 보냈다.